# كريس غايل
كريس غايل (مواليد 21 سبتمبر 1979) هو لاعب كريكت جاميكي يمثل دولياً منتخب الهند الغربية.